# 杰茜卡·斯普林斯廷
杰茜卡·斯普林斯廷（英語：Jessica Springsteen，1991年12月30日—），美国女子马术运动员。她曾代表美国参加2020年夏季奥林匹克运动会马术比赛，获得团体场地障碍赛银牌。